# 樹影譚
『樹影譚』（じゅえいたん）は、丸谷才一の短編小説、及びそれを表題とした短編小説集。

## 概要
『群像』1987年4月号に掲載された。1988年8月1日刊行の短編小説集『樹影譚』（文藝春秋）に収録。同短編集には他に「鈍感な青年」「夢を買ひます」の2作品が収められている。
第15回川端康成文学賞を受賞した（1988年4月16日決定、6月24日贈呈）。
丸谷は本作品について次のように述べている。
「わたしは昔から『千一夜物語』が好きで、あらゆる文学作品に出て来る女のなかで一番のお気に入りは、あの話の中に話、夢のなかに夢がある本の語り手シェヘラザードなのですが、ああいふ調子で一つの小説のなかに数多くの小説がはいつてゐる小説をわたしが書かうとすると、小説家を中心人物にするしかありませんでした」
「いつたい何を書かうとしたのかとよく訊かれます。ベルリンで朗読したときも質問された。これは簡単で、世の中で一番不思議なのは自分が今ここにゐるつてこと、といふのを書きたかつたんです」

### 翻訳
| 翻訳言語        | タイトル           | 翻訳者         | 発行年 | 発行元                                 |
| --------------- | ------------------ | -------------- | ------ | -------------------------------------- |
| 英語            | Tree Shadows       | デニス・キーン | 1990年 | 講談社インターナショナル André Deutsch |
| フランス語      | L’Ombre des arbres | Aude Fieschi   | 1993年 | Éditions Philippe Picquier             |
| ドイツ語        | Baumschatten       | Tobias Cheung  | 2010年 | Angkor Verlag                          |
| 中国語 (簡体字) | 树影谭             | 方明生         | 2010年 | 上海文化出版社                         |

## 備考
- 本作品が『群像』（講談社）に掲載されたのに単行本が文藝春秋から出た理由を、丸谷は後年こう述べている。「集中の一篇『鈍感な青年』を『文学界』に発表したとき、文藝春秋編集部の面々のおもしろがり方が楽しかつたので、これを収める本はここから出すと決めたのでした」[4]

- 村上春樹が読書案内書『若い読者のための短編小説案内』（文藝春秋、1997年）で本作品を取り上げている。

- 語り手が書いた小説に次のような記述がある。「フランスの某女流批評家が小説の起源について論じてゐる。子供が、自分は両親の実の子ぢやないのぢやないかと疑ふ。それが起源だといふのである。フロイト」[5]。この部分はマルト・ロベールの『起源の小説と小説の起源』に基づいている[6]。

- 著者の作家生活50周年を記念して、作品集『樹影譚』は2008年12月に200部限定特装版が出版された（定価45,000円、税別）[7]。